# Burak Demir
Burak Demir (Ankara, 3 novembre 1978) è un attore turco, noto per aver interpretato il ruolo di Okan nella serie Come sorelle (Sevgili Geçmiş).

## Biografia
Burak Demir è nato il 3 novembre 1978 ad Ankara (Turchia), da padre Ahmet Şafak Demir, ed ha un fratello che si chiama Murat, anch'egli attore.

## Carriera
Burak Demir si è laureato in recitazione presso il Teatro Mssf dell'Università Bilkent. Ha completato il suo Master in recitazione avanzata presso l'Università Bahçeşehir di Istanbul. Nel 2002 ha fatto la sua prima apparizione come attore nella serie Bizim evin halleri. Ha recitato nei film Denizden gelen, Sag Salim 2: Sil Bastan, Darbe, The Pigeon Thieves, The Pigeon Thieves e Serseriler. Nel 2019 è stato scelto per interpretare il ruolo di Okan nella serie Come sorelle (Sevgili Geçmiş) e dove ha recitato insieme ad attrici come Ece Uslu, Sevda Erginci, Melis Sezen, Elifcan Ongurlar e Özge Özacar. L'anno successivo, nel 2020, ha ricoperto il ruolo di Metin nella serie Ariza. Nel 2021 è entrato a far parte del cast della serie Kırmızı Oda, nel ruolo di Mustafa. L'anno successivo, nel 2022, ha ricoperto il ruolo di Sahin nella serie Son Nefesime Kadar.

## Vita privata
Burak Demir nel 2011 ha sposato Meltem Çitçi, dalla quale ha divorziato nel 2016. Il 22 giugno 2018 si è sposato con Bikem Öğünç a Muğla (Bodrum).

## Filmografia

### Cinema
- Denizden gelen, regia di Nesli Çölgeçen (2010)
- Sag Salim 2: Sil Bastan, regia di Ersoy Güler (2014)
- Darbe, regia di Yasin Uslu e Yeliz Gurkan (2015)
- The Pigeon Thieves, regia di Osman Nail Dogan (2018)
- Serseriler (2019)

### Televisione
- Bizim evin halleri – serie TV (2002)
- Kanli dügün – serie TV (2005)
- Iffet, regia di Nazif Tunç – film TV (2005)
- Genco – serie TV (2007-2008)
- Bu Kalp Seni Unutur Mu? – serie TV (2009)
- Farkli Desenler – serie TV (2010)
- Arka Sokaklar – serie TV (2010-2015)
- Bizim Okul – serie TV (2013)
- Inadina Yasamak – serie TV (2013-2014)
- Muhtesem Yüzyil – serie TV (2013-2014)
- Emanet – serie TV (2014)
- Eve Dönüs – serie TV (2015)
- Gecenin Kraliçesi – serie TV (2016)
- Sevkat Yerimdar – serie TV (2017-2018)
- Dirilis: Ertugrul – serie TV (2018)
- Come sorelle (Sevgili Geçmiş) – serie TV (2019)
- Ariza – serie TV (2020)
- Kırmızı Oda – serie TV (2021)
- Son Nefesime Kadar – serie TV (2022)

### Cortometraggi
- Pasaj, regia di Burak Orhun Baser (2021)

## Doppiatori italiani
Nelle versioni in italiano dei suoi film e delle sue serie TV, Burak Demir è stato doppiato da:
- Stefano Thermes[15] in Come sorelle[16]